# Seoul Open
Die Seoul Open waren ein von 2007 bis 2010 jährlich stattfindendes Squashturnier für Damen. Es wurde in der südkoreanischen Seoul ausgetragen und war Teil der WSA World Tour der Damen.
Bei der ersten Austragung 2007 gehörte das Turnier zur Kategorie WSA Gold 35 mit 50.000 US-Dollar Preisgeld, 2008 und 2009 war es ein Turnier der Kategorie WSA Gold 45 mit 60.000 US-Dollar Preisgeld. Die letzte Austragung 2010 gehörte zur Kategorie WSA Silver 20 mit 20.000 US-Dollar Preisgeld.
Nicol David gewann als einzige Spielerin das Turnier mehr als einmal, sie sicherte sich 2008 und 2009 den Titel.

## Finalergebnisse
| Jahr | Siegerin        | Finalgegnerin   | Ergebnis               |
| ---- | --------------- | --------------- | ---------------------- |
| 2010 | Annie Au        | Low Wee Wern    | 11:7, 11:7, 11:5       |
| 2009 | Nicol David     | Jenny Duncalf   | 11:6, 3:11, 11:6, 11:4 |
| 2008 | Nicol David     | Rachael Grinham | 9:5, 10:9, 9:6         |
| 2007 | Natalie Grinham | Nicol David     | 9:4, 9:4, 9:0          |